# کراکسلی گرین
کراکسلی گرین (به انگلیسی: Croxley Green) یک روستا و محله مدنی در بریتانیا است که در Three Rivers واقع شده‌است. کراکسلی گرین ۱۲٬۵۶۲ نفر جمعیت دارد.